# トガリ
『トガリ』は、夏目義徳による日本の漫画。『週刊少年サンデー』（小学館）にて2000年36号から2002年11号まで連載された。また、『コミックフラッパー』（メディアファクトリー）2009年11月号より2011年6月号まで続編である『咎狩 白』が連載された（この続編も本項で解説する）。

## あらすじ
生前、極悪非道の人斬りであった主人公・統兵衛は地獄に落ちてからの300年間、反省もせずに逃亡を企てる日々であった。ある日、地獄の首魁・エマは統兵衛に咎狩という罪が実体化した咎を集める木刀を授け、現世の罪狩りを命じる。期限は108日。その間に108の罪を集める事。その間は自由の身となるが、罪を犯そうとすると首が落ちて死ぬようになっている。
一方、現世の少女・いつきは連続殺人犯に狙われ、殺されそうになっていた。その時、統兵衛が現世に現れ、殺人犯の罪を回収することになる。

## 登場人物

### 主人公とその周辺
統兵衛（とうべえ）
江戸を震撼させた極悪非道の人斬り。親は物心がついたときからおらず、名前も他人から奪ったものである。現世に来るまでは勉強を教えてもらった事がないので、学力は小学生程度だが、飲み込みはよく、頭が悪いわけではない。江戸っ子口調が特徴。極悪人だが、不屈の精神を持った熱血漢である。
16歳で斬首刑になり、地獄へ送られる。地獄に行っても反省もせず、逃亡しては失敗の繰り返しの日々だったが、咎狩を授けられ、現世に降り立ち、罪を集めることになる。他人の命をなんとも思わない冷酷非情な性格だったが、浅木家の人々との交流や数々の事件での経験を経て、人間の暖かさを取り戻すようになる。しかし今度は自分自身の闇の存在に苦しむ事になるが、最終的にはその闇も自分に取り込む。この世界を壊そうとする瀬奈の存在を知ってからは、自分の大切な人を守るために瀬奈を追うようになる。
続編の『咎狩 白』では108日の期限のうち107日が経過しており、且つ107の罪を集めた状態となっている。
浅木いつき（あさぎ いつき）
本作のヒロイン。16歳の高校生。父は刑事で10年前に瀬奈に殺害されて殉職、母は看護士をしている。性格は勝気。将来の夢はカウンセラーになること。
ある事件で統兵衛に助けられて以降、統兵衛と知り合いになり、彼女の祖父が統兵衛の身元保証人になった事から、現世について教えるなど、面倒を見るようになる。当初は統兵衛の態度に怒りを覚える事もあったが、統兵衛の変化を目の当たりにするにつれて自分の手応えを感じる様になる。
沢崎（さわざき）
中央署の刑事。統兵衛の人殺しのような目つきや統兵衛が関わっている可能性が高い怪現象に疑問を抱き、統兵衛について調査するようになる。いつきの父のかつての部下で、正義の味方になりたくて警察官になった。かつては東大主席クラスのエリートだったが、いつきの父の事件をきっかけに出世への道をなくす。彼の形見のライターをいつも所持している。生真面目で寡黙な性格だが、統兵衛の口から出た彼の生い立ちや彼の変化を思い遣ったりする事が出来る優しさの持ち主でもある。旧友からエリートコースへの復帰を促されているが、現在の生活に対する愛着から拒んでいる。
いつきの父親を殺害した瀬奈にいつきが撃たれたのを目の当たりにした際には怒りを爆発させ、本気で彼を射殺しようとした。
いつきの祖父
寺の住職をしている。何らかの修行を積んでいるらしく、その気迫は統兵衛を怯ませるほど。統兵衛がいつきの命の恩人だと知り、自分の家に住まわせるようになる。
浅木桂一郎（あさぎ けいいちろう）
10年前に死んだいつきの父で沢崎の上司。生前は警部だった。当時起こった教会での惨殺事件を調べている途中に、闇の力に目覚めた瀬奈に射殺される。沢崎のことを“ルーキー”と呼んでいたがいつしか苗字で呼ぶようになる。
先生
統兵衛が野宿生活を送っていた頃に出会ったホームレスで彼に無闇に敵を作る空しさを教える。博識で周りの人間からは“先生”と呼ばれている。本名は不明。かつては教師をしていたが、10年前、自分が行っていた教会での惨殺事件をきっかけに、人生が変わってしまう。いつきの祖父とは知り合いのようである。
おがたゆういち
統兵衛が咎を集める過程で、偶然助けられた子供。ヒーローに憧れている。その後もある事件で統兵衛に助けられ、統兵衛に苗字が無い事を知り、自分の苗字をあげた。

### 冥界の人々
エマ
地獄の首魁。人間と冥界の者との間に生まれた子で、統兵衛に咎狩を授けた張本人。めんどくさがりな性格のようである。
オセ
地獄の鬼。非常に真面目な性格だが、それゆえ他の鬼から疎まれていた。その真面目さをエマに買われ、地獄にいた頃の統兵衛を改心させるよう命じられる。統兵衛が現世に行ってからは、現世で統兵衛の監視を任されている。現世では余計ないざこざを避けるため、犬の形に変化していることが多い。一応人間の姿にもなれるが、犬の尻尾をしまい忘れている事が多い。人間より回復能力は優れており、銃で撃たれても死なない。統兵衛に比べると現世に対する知識はあるが、実際に来た事は無かったらしく、とまどいを見せていた。甘いものに興味がある。いつき達は犬の姿しか知らないため、統兵衛のペットだと思われている。経験不足から統兵衛の変化を信じきれない所があったが、統兵衛がトガリに一度呑まれ、そこから生還した以降は彼の善性に対して信用している。
アミ
瀬奈と行動を共にする男。かつては冥界の人間で地獄で罪人を裁く仕事をしていたが、オセと入れ違いに天界に配属される。10年前、人間に近い性格から、人間の動向を調べるために人間界に送る使者に選ばれ、派遣される。しかし、人間と恋をしてはならないという冥界の掟を破り、ある教会の神父の娘に恋してしまう。その娘はある日、薬物中毒者によって教会にいた子供達もろとも殺され、アミは怒りで犯人を跡形もなく殺し、彼女を生き返らせようとしたが、成功しなかった。天界に戻れば彼女の魂に会えるだろうと思い帰ろうとしたが、冥界の掟を破った事により捕らえられ、天界から追放されてしまう。その事がきっかけで、冥界から逃亡、人間界で生活するようになる。その過程で瀬奈に会い、この男なら冥界の法も何もかも全部壊せるのではないかと考え、協力するようになる。ただし、完全に瀬奈の味方というわけではなく、統兵衛と瀬奈が戦い合う事によって面白くなればそれで良し程度の考えらしい。瀬奈に力を与えられた者達以外にも罪人とコネクションがある。

### ex（イクス）
瀬奈を中心とした咎の力に目覚めた5人組。いずれも出自はバラバラだが、この世を憎んでいる事、瀬奈にスカウトされた事は共通。この世を変えるため、街を舞台に連続爆破計画を実行。
瀬奈（せな）
統兵衛とどこか似た雰囲気を持つ謎の高校生。白い闇とも呼ばれる。表の顔は勉強もでき、社交性もある優等生。父親は政治家で大臣を務めている。10年前、咎の力に目覚め、アミと出会う。大量に咎を持ち、自在に操る事が出来る。その咎を社会的に虐げられた者や罪人に与える事で社会の崩壊を目論む危険人物。それらの咎に目覚めた人々の中でも特に力の強い者を集め、exを結成。
ニコ
exのメンバー。笑顔を絶やさないが、能力も素性も不明で、何を考えているかわからない不気味な男。咎を回収されたexのメンバーを裏で殺害している（すんでのところで統兵衛に助けられたアリエルを除く）。イチはニコを死に際に「悪魔のような男」と評したが、「ボス（瀬奈）ほどじゃないよ」と返している。
WISH（ウィッシュ）
exのメンバー。夜のお店で働いていたらしき女性。これまで自分の居場所がなかった家庭環境から世の中を憎むようになり、実の母親に見捨てられたのをきっかけに咎の力に目覚める。咎の能力は灰色の幻影（グレイゴースト）と呼ばれる白い煙で姿を隠す事。都市爆破計画では灰色の幻影を使って街を外から隔離したが、駆けつけた統兵衛の前に敗れる。その後、仲間であるはずのニコに始末される。自分の苦しみを理解し、手を差し伸べてくれた統兵衛に感謝して仲間の事を託している。あだ名の由来は「WISH」という煙草をいつも吸っていることから付けられた。
ガク
exのメンバー。アフロが特徴。火で焼き尽くす能力を持つ。熱くなりやすい性格で、仲間思い。しかし、仲間以外の力の無い人間は死んでも構わないと考えている。WISHを殺したのは統兵衛だと勘違いして統兵衛に戦いを挑むが、敗れる。その後、ニコに始末される。あだ名をつけるのが得意で、WISHやニコは彼がつけたあだ名。
咎の力に目覚めた際、能力を制御できずに一緒に居た仲間を自分達を暴行していた暴力団らしき男達と共に殺害している。
イチ
exのメンバー。スキンヘッドにサングラスと強面だが、ガクとは反対に冷静な性格。盲目で、咎の力で視力を補っている。空間から不思議な力の塊を生み出す能力を持つ。咎狩を支配した統兵衛の前に破れ、ニコに首の骨を折られて死亡。
アリエル
exのメンバー。かなり幼そうな風貌の女性。パソコンを使ったサポート系の攻撃を得意とする。統兵衛との戦いに敗れ、力を失った後は、他のexメンバー同様ニコに殺されかけるが、統兵衛に助けられる。その後は警察に連れて行かれたようだが、詳細は不明。

## 単行本
『トガリ』は小学館より全8巻、メディアファクトリーより全4巻（新装版）が発行されている。また、『咎狩 白』は全3巻が発行されている。